# Antidesma coriaceum
Antidesma coriaceum är en emblikaväxtart som beskrevs av Louis René Tulasne. Antidesma coriaceum ingår i släktet Antidesma och familjen emblikaväxter. Inga underarter finns listade i Catalogue of Life.